# Cerro Central
Cerro Central är en ort i Mexiko.   Den ligger i kommunen San José Tenango och delstaten Oaxaca, i den sydöstra delen av landet, 300 km sydost om huvudstaden Mexico City. Cerro Central ligger 639 meter över havet och antalet invånare är 425.
Terrängen runt Cerro Central är kuperad norrut, men söderut är den bergig. Runt Cerro Central är det ganska tätbefolkat, med 185 invånare per kvadratkilometer. Närmaste större samhälle är San Pedro Ixcatlán, 9,8 km öster om Cerro Central. I omgivningarna runt Cerro Central växer i huvudsak städsegrön lövskog.